# Afrixalus uluguruensis
Espèce
Synonymes
- Megalixalus uluguruensis Barbour & Loveridge, 1928

Statut de conservation UICN

 VU B2ab(iii) : Vulnérable
Afrixalus uluguruensis est une espèce d'amphibiens de la famille des Hyperoliidae.

## Répartition
Cette espèce est endémique de Tanzanie. Elle se rencontre dans les monts Uluguru, Nguu, Mahenge et Udzungwa.

## Description
L'holotype de Afrixalus uluguruensis mesure 31 mm.

## Étymologie
Son nom d'espèce, composé de uluguru et du suffixe latin -ensis, « qui vit dans, qui habite », lui a été donné en référence au lieu de sa découverte, les monts Uluguru.

## Publication originale
- Barbour & Loveridge, 1928 : A comparative study of the herpetological faunae of the Uluguru and Usambara Mountains, Tanganyika Territory with descriptions of new species. Memoirs of the Museum of Comparative Zoology, Cambridge, Massachusetts, vol. 50, no 2, p. 87-265 (texte intégral).